# City of Westminster
City of Westminster är en kommun (London borough), belägen väster om City of London. Området används ofta synonymt med West End.
Här finns bland andra regerings- och departementsbyggnaderna i Whitehall, Houses of Parliament (Parlamentshuset), Westminster Abbey, Buckingham Palace, Oxford Street, Piccadilly Circus, Trafalgar Square, Leicester Square, Hyde Park och hotellområdet Bayswater.
I Westminster ligger även järnvägsstationerna Victoria, Paddington och Charing Cross och London-obelisken, en av obeliskerna i Kleopatras nålar.
Befolkningen uppgick vid folkräkningen 2011 till 218 791 personer.

## Distrikt
Distrikt som helt eller delvis ligger i City of Westminster:
- Aldwych
- Bayswater
- Belgravia
- Chinatown
- Charing Cross
- Covent Garden
- Knightsbridge
- Lisson Grove
- Maida Vale
- Millbank
- Mayfair
- Marylebone
- Pimlico
- Paddington
- St John's Wood
- Soho
- St James's
- Westminster

### Övriga områden
- Fitzrovia (även London Borough of Camden)
- Hyde Park
- Queen's Park (den enda civil parish som bildats i Storlondon)
- The Temple, London
- Theatreland
- Victoria
- Westbourne Green
- West End